# Aegidius Jais

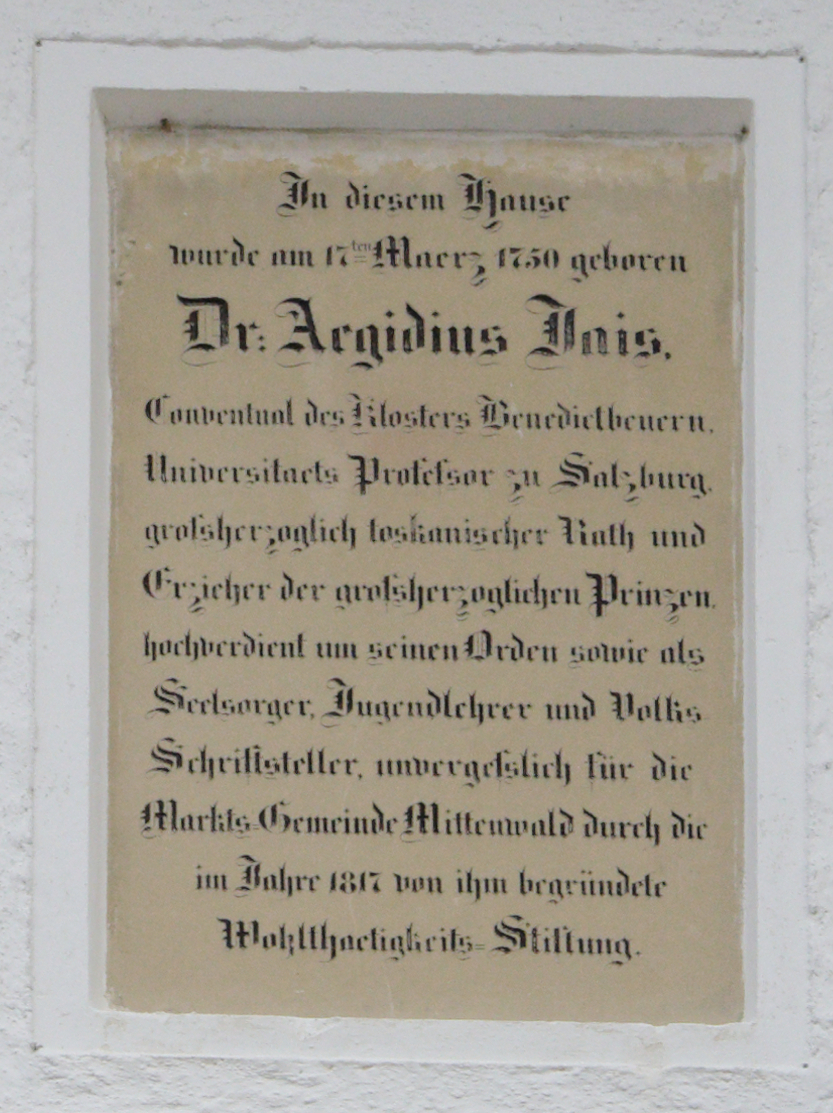
Gedenktafel am Geburtshaus von Aegidius Jais in Mittenwald

Aegidius Jais (auch Ägidius, Geburtsname Joseph Jais; * 17. März 1750 in Mittenwald; † 4. Dezember 1822 in Benediktbeuern) war Benediktinerpater, römisch-katholischer Theologe und Hochschullehrer.

## Leben
Jais war der Sohn des Mittenwalder Geigenbauers Franziskus Jais. Seine Mutter starb bereits früh. Jais kam auf die Klosterschule des Klosters Benediktbeuern. Seine weitere Ausbildung erhielt er bis zum Abschluss 1769 am Münchner Jesuitengymnasium, an dem er auch seine lebenslange Freundschaft mit Johann Michael Sailer knüpfte. Ebenso verband ihn eine lange und enge Freundschaft mit dem Schriftsteller Matthäus Reiter. Anschließend trat er im Kloster Benediktbeuern in den Benediktinerorden ein. Am 11. November 1770 legte er das Ordensgelübde ab und bekam den Namen Aegidius verliehen. Anschließend ging er an das Kloster Sankt Emmeram in Regensburg um seine Studien fortzusetzen. Dort hörte er Physik, Mathematik und Hermeneutik. Im August 1773 kehrte er nach Benediktbeuern zurück und vollendete sein Theologiestudium. Am 23. März 1776 erfolgte dort die Priesterweihe.
Jais wurde 1777 Beichtvater am Wallfahrtsort Maria Plain, 1778 Professor der Grammatik am Benediktinergymnasium in Salzburg. 1784 übernahm er am Gymnasium die Professur für Rhetorik und wurde zudem Schulpräfekt. 1788 wechselte er in die Seelsorge in der Jachenau und ging 1792 als Novizenmeister ins Kloster Rott. Um 1803 kam er wieder zurück an das Kloster Benediktbeuern. Dort übernahm er die Pfarrei von Heilbrunn. Nach der Auflösung des Klosters im Rahmen der Säkularisation ging er nach Salzburg.
Jais wurde 1802 an der Universität Salzburg zum Professor der Moral- und Theologie ernannt. Seine Vorlesungen erfreuten sich dabei großen Zuspruchs. 1805 übernahm er zudem das Amt des Rektors der Universität. Im Jahr 1806 nahm er jedoch einen Ruf des Großherzogs Ferdinand III. von Toskana nach Würzburg an. Dort arbeitete er als Prinzenerzieher am Hof des Großherzogs. Als dieser 1814 wieder nach Florenz übersiedelte, begleitete Jais den Hof dorthin, kehrte allerdings am 28. Oktober 1814 zurück nach Benediktbeuern. Er hielt mit seinen Zöglingen allerdings brieflichen Kontakt.
Jais durfte nach seiner Rückkehr in den Räumen des aufgelösten Klosters leben und unterstützte den örtlichen Pfarrer bei der Seelsorge. Außerdem war er bis zu seinem Tod literarisch tätig. Noch am 2. Dezember 1822 soll er an der Herausgabe seiner Predigten gearbeitet haben. 1820 vertrat er nach dem Tod des dortigen Pfarrers, kurzzeitig die Pfarrstelle seines Heimatortes Mittenwald.
In Benediktbeuern wurde die Ägidius-Jais-Straße nach ihm benannt, in Mittenwald der Pater-Aegidius-Jais-Kindergarten sowie der Ägidius-Jais-Saal im Rathaus der Gemeinde.

## Werke (Auswahl)
- Lehr- und Beth-Büchlein für die lieben Kinder, das auch wol Erwachsene brachen können, Mayr, Salzburg 1794.
- Guter Samen auf ein gutes Erdreich : Ein Lehr- und Gebethbuch sammt einem Hausbüchlein, Sieger, Hildesheim 1796.
- Das Aug Gottes: ein Bild, das fromme Christen immer vor Augen haben sollten, Merz, Augsburg 1801.
- Goldener Spiegel für Mütter, Franz Xaver Duyle, Salzburg 1813.
- Lesebuch für studierende Jünglinge, Mayr, Salzburg 1813.
- Bemerkungen über die Seelsorge, besonders auf dem Lande, Duyle, Salzburg 1817.